# 熊本市立北部中学校
熊本市立北部中学校（くまもとしりつ ほくぶちゅうがっこう）は、熊本県熊本市北区鹿子木町にある公立中学校。編入により熊本市立中学校となる。

## 沿革
- 1947年（昭和22年） - 飽託郡川上村立川上中学校、飽託郡西里村立西里中学校設立
- 1950年（昭和25年） - 合併し飽託郡北部中学校組合立北部中学校設立
- 1955年（昭和30年） - 飽託郡北部村立北部中学校と改称
- 1968年（昭和43年） - 飽託郡北部町立北部中学校と改称
- 1991年（平成3年） - 熊本市立北部中学校と改称

## 著名な卒業生
- 幸山政史（元熊本市長）
- 佐藤真也（jリーガー）
- 舞花（歌手）

## 生徒会執行部
- 学級委員会
- 生活委員会
- 環境委員会
- 緑化委員会
- 図書委員会
- 安全委員会
- 保健委員会
- 体育委員会
- 文化委員会
- 給食委員会
- 厚生委員会
- 学習向上委員会
- 統計調査委員会
- その他3つあります。(2020年)

## クラブ活動

### 運動部
- 男女バレーボール部
- 男女バスケットボール部
- 男女ソフトテニス部
- 男女バドミントン部
- 男女剣道部
- ハンドボール部
- サッカー部
- 陸上部
- 野球部

### 文化部
- 吹奏楽部
- 放送部
- 美術部
- JRC部

## 学校周辺
- 国道3号
- 北区役所 北部まちづくりセンター